# Břidlicová věž
Břidlicová věž (též Schifferturm, Nová věž, Prašná věž, Sírová věž, Břidličná věž) byla nejvyšší gotická obranná hranolová věž v Českých Budějovicích.

## Podoba a historie
Stála na východním konci stávající Kanovnické ulice v místě současného domu Kanovnická 390/11. Dosahovala výšky 14 sáhů, 5 stop a 2 coule (což odpovídá 26,63 metru), nebo 14 sáhů, 5 stop a 5 coulů (26,70 metru). Hranolová stavba byla vybavena vysokou dlátkovou střechou a výraznými arkýři. První písemná zmínka pochází z druhé poloviny 15. století. Roku 1468 je doložen název Prašná věž, neboť sloužila jako sklad střelného prachu a sanytru. Označení Nová věž uvedené v roce 1553 poukazuje, že v této době mohla být přestavěna. Při požáru Českých Budějovic 24. července 1641 bylo zničeno nebo poškozeno 13 městských věží včetně Břidlicové. Střelný prach uskladněný ve sklepení naštěstí nevybuchl. Novější název Břidlicová nebo Břidličná odráží krytinu, kterou byla střecha věže vybavena. Roku 1742 je zmiňována pod označením Sírová věž jako sklad síry a sanytru. V roce 1829 byla zbořena. Vlastimil Kolda jako důvod odstranění uvádí přístup k městskému parku. K založení parku Sady však došlo až v roce 1874.